# Oberst Strogoff
Oberst Strogoff (Originaltitel: Le triomphe de Michel Strogoff) ist ein französisch-italienischer Abenteuerfilm in Farbe von Viktor Tourjansky. Dieser verfasste auch das Drehbuch. Es enthält einige Anleihen aus dem Jules-Verne-Roman Der Kurier des Zaren und ist als dessen Fortsetzung gedacht. Die Titelrolle ist mit Curd Jürgens besetzt, der schon 1956 den russischen Helden in der Romanverfilmung gespielt hatte. In weiteren wichtigen Rollen sieht man Capucine, Pierre Massimi, Albert Pierjac und Georges Lycan. Das Werk erlebte seine Uraufführung am 15. Dezember 1961 in Frankreich. In der Bundesrepublik Deutschland kam der Film erstmals am 16. März 1962 ins Kino.

## Handlung
Die Handlung setzt im Jahr 1873 ein, als Russland einen Feldzug gegen den turkmenischen Khan von Khiva begonnen hat. Zar Alexander II. hat dem Neffen seiner Frau, dem jungen Fürsten Serge von Bachenberg, das Kommando über die Avantgarde übertragen. In seinem jugendlichen Eifer glaubt der Fürst, sich in einer Schlacht auszeichnen zu können. Die Zarin aber zeigt sich besorgt um den jungen Mann, denn sie liebt ihn wie einen Sohn. In ihrer Verzweiflung wendet sie sich an den Nationalhelden Michael Strogoff, von dem sie weiß, dass er ihr treu ergeben ist. Oberst Strogoff macht sich sofort auf zum Lager der Vorhut. Die Spione des Khans haben aber von dem Plan Wind bekommen und wollen nun mit allen Mitteln verhindern, dass Strogoff sein Ziel erreicht.
Bei seiner ersten Station trifft der Oberst auf die verführerische Sängerin Tatjana Wolskaya. Diese ist eine glühende Patriotin Turkmenistans und setzt alles daran, Strogoff an der Weiterreise zu hindern. Auf Dauer aber kann sie dem Charme des Obersts nicht widerstehen. Mit Hilfe seiner Ordonnanz gelingt es Strogoff, zum Lager des jungen Fürsten durchzudringen. Bachenberg ist jedoch überhaupt nicht erfreut, als er von Strogoffs Auftrag erfährt. Vielmehr glaubt er, dieser wolle nur für sich selbst neue Meriten einheimsen.
Auf dem Marsch durch die Wüste werden die Russen immer wieder von den Turkmenen angegriffen. Auf einmal taucht im russischen Lager ein Turkmene auf, der vorgibt, sich an dem Khan rächen zu wollen. Trotz Strogoffs Warnung folgt Bachenberg dem Rat des Turkmenen und schlägt den von ihm empfohlenen Weg ein. An einem vergifteten Wasserloch schließlich wird Bachenbergs Truppe von einer feindlichen Übermacht eingekesselt. Den Russen bleibt nichts anderes übrig als die Kapitulation.
Sowohl Strogoff als auch Bachenberg werden zum Palast des Khans geschleppt. Während der Fürst in Geiselhaft genommen wird, erhält Strogoff den Auftrag, dem russischen Heerführer die Botschaft zu überbringen, dass Bachenberg sterben müsse, falls der Feldzug nicht sofort gestoppt werde. Bei seinem Aufbruch trifft Strogoff wieder auf Tatjana. Diese äußert ihr Bedauern über das Geschehene und gesteht dem Oberst ihre Liebe.
Beim Zusammentreffen mit General Verevkin im russischen Lager offenbart Strogoff seinen Plan: Er werde verkleidet nach Khiva zurückkehren, sich zu dem Gefängnisturm schleichen und durch das Hissen der russischen Flagge dem draußen in Bereitschaft stehenden Heer das Signal zur Attacke geben. Durch den Überraschungsangriff könne sich Verevkin dann des Khans bemächtigen. Es kommt jedoch ganz anders als geplant: Kaum hat Strogoff Khiva erreicht, wird er von dem Verräter Vassiliev überwältigt und in die Wüste geschleppt. Eingegraben in den Sand soll er den Schakalen zum Fraß dienen. Tatiana, die davon erfahren hat, rettet Strogoff und bringt ihn zu dem Turm, in dem der Gefangene schmachtet. Jetzt klappt auch das Hissen der Fahne. In dem sich anschließenden Kampf findet Vassiliev den Tod.
Wie verabredet überfällt General Verevkin das Lager des Khans. In der folgenden Schlacht kann er die Stadt erobern. Der verwundete Bachenberg muss erkennen, dass Michael Strogoff ihm weit überlegen ist. Trotzdem wird auch der Fürst – neben Strogoff – vor der gesamten Armee von Verevkin ausgezeichnet. Hinterher sollen die zwei dem Zaren die Siegesnachricht überbringen. Tatjana folgt dem Mann, den sie liebt, nach Russland.

## Produktionsnotizen
Die Bauten wurden von dem Filmarchitekten René Renoux geschaffen. Luce Scatena und Gladys de Segonzac waren für die Kostüme zuständig. Irina Grjebina steuerte die Choreografie bei.

## Synchronisation der wichtigsten Rollen
| Rolle                      | Darsteller     | Synchronstimme    |
| -------------------------- | -------------- | ----------------- |
| Oberst Michael Strogoff    | Curd Jürgens   | Curd Jürgens      |
| Tatjana Wolskaya           | Capucine       | Marion Degler     |
| Fürst Serge von Bachenberg | Pierre Massimi | Eckart Dux        |
| Iwan                       | Albert Pierjac | Hans Putz         |
| Der Khan von Khiva         | Georges Lycan  | Stanislav Ledinek |

## Kritik
- Das Lexikon des internationalen Films skizziert nur die Handlung und enthält sich einer Wertung.[1]

## Quelle
- Programm zum Film: Das Neue Film-Programm, erschienen im gleichnamigen Verlag, Mannheim, ohne Nummernangabe